# Irene Paleologina (imperatrice di Bulgaria)
Irene Paleologina (in greco Εἰρήνη Παλαιολογίνα?, in bulgaro Ирина Палеологина?; fl. XIII secolo) era la figlia maggiore dell'imperatore bizantino Michele VIII Paleologo e dell'imperatrice Teodora Paleologa, nonché imperatrice consorte di Ivan Asen III di Bulgaria.

## Biografia
Temendo il rapido successo della rivolta di Ivailo in Bulgaria, Michele VIII convocò Ivan Asen, un discendente della dinastia regnante in Bulgaria che viveva nell'Impero bizantino (era il figlio di Mico Asen, che aveva regnato nel 1256-1257), gli concesse il titolo di despota e lo fece sposare con Irene nel 1277 o 1278. Michele VIII inviò quindi diversi eserciti bizantini nel tentativo di insediare sul trono Ivan Asen III. Ciò provocò un'alleanza tra Ivaylo e la vedova imperatrice bulgara Maria Paleologa Cantacuzena: ella sposò Ivaylo, che fu riconosciuto imperatore bulgaro nel 1278, senza deporre o diseredare il giovane Michele Asen III di Bulgaria, suo figlio avuto dal defunto Costantino Tikh, che Ivaylo uccise all'inizio della rivolta. Sebbene Ivailo sia riuscito a bloccare diversi tentativi di Michele VIII di deporlo, fu immobilizzato per tre mesi a Drăstăr (Silistra) dagli alleati mongoli di Michele VIII. Nel frattempo una forza bizantina assediò la capitale bulgara Tarnovo, e, sentendo la voce della morte di Ivailo in battaglia, la nobiltà locale si arrese e accettò Ivan Asen III come imperatore nel 1279 e Irene divenne la nuova imperatrice consorte di Bulgaria.
Sebbene l'ex zarina Maria Cantacuzena e suo figlio fossero stati mandati in esilio a Bisanzio, Ivan Asen III e Irene non riuscirono ad affermarsi in tutto il Paese. Gli autori bizantini affermano che lo zar e la zarina non si sentivano a loro agio a vivere nel palazzo dove erano stati circondati da nemici. Ivailo riapparve davanti alle mura della capitale e sconfisse due tentativi bizantini di sollevare Ivan Asen III. Nel 1280, Ivan Asen e Irene fuggirono segretamente da Tarnovo con tesori scelti presi dal tesoro del palazzo, tra cui pezzi catturati agli imperatori bizantini sconfitti in precedenti vittorie. Raggiunta Mesembria (Nesebăr), la coppia imperiale si imbarcò per Costantinopoli, dove l'infuriato Michele VIII si rifiutò di riceverli per giorni per la loro codardia.
Giorgio Pachimere riferisce che nel 1305 Irene Palaiologina tentò di organizzare un ammutinamento contro il fratello Andronico II Paleologo per vendicare l'assassinio del genero Ruggero da Fiore. Il complotto fu scoperto e Irene fu messa agli arresti domiciliari.

## Matrimonio e discendenza
Dal matrimonio con Ivan Asen, Irene Palaiologina ha avuto diversi figli:
1. Michele Asen, imperatore titolare di Bulgaria.
2. Andronico Asen, padre di Irene Asanina, moglie di Giovanni VI Cantacuzeno.
3. Isacco Asen.
4. Manuel Asen.
5. Costantino Asen.
6. Teodora Asenina, che sposò Fernan Jimenez d'Aunez e poi Manuele Tagaris.
7. Maria Asenina, che sposò Ruggero da Fiore

Essi divennero i capostipiti della grande e influente famiglia Asen/Asanes nell'Impero bizantino, che prosperò in varie sedi di corte e provinciali fino alla fine dell'impero e delle sue dipendenze a metà del XV secolo. Una delle discendenti di Irene, Irene Asanina (figlia del figlio, Andronico Asen), sposò il futuro imperatore bizantino Giovanni VI Cantacuzeno e, attraverso la figlia Elena (che sposò l'imperatore Giovanni V Paleologo), divenne l'antenata dei successivi imperatori bizantini.

## Ascendenza
|                              |                       |                         | Genitori                  |  |  | Nonni |  |  | Bisnonni                |  |  | Trisnonni         |  |
|                              |                       |                         |                           |  |  |       |  |  | Alessio Ducas Paleologo |  |  | Giorgio Paleologo |  |
|                              |                       |                         |                           |  |  |       |  |  | Alessio Ducas Paleologo |  |  | Giorgio Paleologo |  |
|                              |                       | Aspa                    |                           |  |  |       |  |  | Alessio Ducas Paleologo |  |  |                   |  |
| Andronico Paleologo          |                       |                         |                           |  |  |       |  |  | Alessio Ducas Paleologo |  |  |                   |  |
|                              |                       | Irene Comnena           | Alessio III Angelo        |  |  |       |  |  |                         |  |  |                   |  |
|                              |                       | Irene Comnena           | Alessio III Angelo        |  |  |       |  |  |                         |  |  |                   |  |
|                              |                       | Irene Comnena           | Eufrosina Ducena Camatera |  |  |       |  |  |                         |  |  |                   |  |
| Michele VIII Paleologo       |                       | Irene Comnena           |                           |  |  |       |  |  |                         |  |  |                   |  |
|                              |                       | Alessio Paleologo       | …                         |  |  |       |  |  |                         |  |  |                   |  |
|                              |                       | Alessio Paleologo       | …                         |  |  |       |  |  |                         |  |  |                   |  |
|                              |                       | Alessio Paleologo       | …                         |  |  |       |  |  |                         |  |  |                   |  |
| Teodora Angelina Paleologina |                       | Alessio Paleologo       |                           |  |  |       |  |  |                         |  |  |                   |  |
|                              |                       | Irene Angelina          | Alessio III Angelo        |  |  |       |  |  |                         |  |  |                   |  |
|                              |                       | Irene Angelina          | Alessio III Angelo        |  |  |       |  |  |                         |  |  |                   |  |
|                              |                       | Irene Angelina          | Eufrosina Ducena Camatera |  |  |       |  |  |                         |  |  |                   |  |
| Irene Paleologina            |                       | Irene Angelina          |                           |  |  |       |  |  |                         |  |  |                   |  |
|                              | Isacco Ducas Vatatzes | …                       |                           |  |  |       |  |  |                         |  |  |                   |  |
|                              | Isacco Ducas Vatatzes | …                       |                           |  |  |       |  |  |                         |  |  |                   |  |
|                              | Isacco Ducas Vatatzes | …                       |                           |  |  |       |  |  |                         |  |  |                   |  |
| Giovanni Ducas               | Isacco Ducas Vatatzes |                         |                           |  |  |       |  |  |                         |  |  |                   |  |
|                              |                       | …                       | …                         |  |  |       |  |  |                         |  |  |                   |  |
|                              |                       | …                       | …                         |  |  |       |  |  |                         |  |  |                   |  |
|                              |                       | …                       | …                         |  |  |       |  |  |                         |  |  |                   |  |
| Teodora Ducas Vatatzina      |                       | …                       |                           |  |  |       |  |  |                         |  |  |                   |  |
|                              |                       | Giovanni Comneno Angelo | …                         |  |  |       |  |  |                         |  |  |                   |  |
|                              |                       | Giovanni Comneno Angelo | …                         |  |  |       |  |  |                         |  |  |                   |  |
|                              |                       | Giovanni Comneno Angelo | …                         |  |  |       |  |  |                         |  |  |                   |  |
| Eudocia Angelina             |                       | Giovanni Comneno Angelo |                           |  |  |       |  |  |                         |  |  |                   |  |
|                              |                       | …                       | …                         |  |  |       |  |  |                         |  |  |                   |  |
|                              |                       | …                       | …                         |  |  |       |  |  |                         |  |  |                   |  |
|                              |                       | …                       | …                         |  |  |       |  |  |                         |  |  |                   |  |
|                              |                       | …                       |                           |  |  |       |  |  |                         |  |  |                   |  |